# كيابي
كيابي هي بلدة في إقليم شاري الأوسط في تشاد، وهي المركز الإداري لمقاطعة بحيرة إيرو. يخدم البلدة مطار كيابي.

## تعداد السكان
السكان حسب السنوات:
| 1993   | 2009   |
| ------ | ------ |
| 11،912 | 15،960 |